# Peter Popovic
Peter „Poppe“ Popovic (serbisch Петар Поповић Petar Popović; * 10. Februar 1968 in Köping) ist ein ehemaliger schwedischer Eishockeyspieler und derzeitiger -trainer serbischer Herkunft, der im Verlauf seiner aktiven Karriere zwischen 1986 und 2007 unter anderem 520 Spiele für die Canadiens de Montréal, New York Rangers, Pittsburgh Penguins und Boston Bruins in der National Hockey League auf der Position des Verteidigers bestritten hat. Seit Frühjahr 2011 ist er Assistenztrainer der schwedischen Nationalmannschaft und gewann in den Jahren 2013, 2017 und 2018 mit der Tre Kronor jeweils den Weltmeistertitel.

## Karriere

### Spielerkarriere
Popovic, der im schwedischen Köping geboren wurde, seine Wurzeln aber im heutigen Serbien hat, verbrachte seine Juniorenzeit zunächst beim unweit seiner Geburtsstadt beheimateten IFK Arboga IK. Später wechselte der Verteidiger in die Juniorenabteilung des Västerås IK. Dort lief er zuletzt in der Saison 1986/87 als 18-Jähriger für die U20-Auswahl des Klubs auf, da er bereits im Saisonverlauf für die Profimannschaft in der zweitklassigen Division 1 debütierte und zum Stammspieler reifte. Bereits in der Spielzeit 1987/88 war Popovic gemeinsam mit Tomas Lilja mit 20 Scorerpunkten der punktbeste Defensivspieler des Klubs und war damit maßgeblich am Aufstieg in die Elitserien beteiligt. Im anschließenden NHL Entry Draft 1988 wurde der Schwede in der fünften Runde an 93. Stelle von den Canadiens de Montréal aus der National Hockey League ausgewählt. In Folge des Drafts verblieb er jedoch in Västerås und etablierte sich mit der Mannschaft nach anfänglichen Problemen im Laufe der Jahre in der Elitserien. Bereits im zweiten Jahr gelang der Mannschaft die erstmalige Qualifikation für die Playoffs.
Nach insgesamt sieben Profijahren mit dem Västerås IK wagte Popovic im Sommer 1993 den Sprung in die National Hockey League, nachdem er ein Vertragsangebot der Canadiens de Montréal erhalten hatte. Beim amtierenden Stanley-Cup-Sieger absolvierte der Abwehrspieler im Saisonverlauf 47 Partien. Aufgrund des Lockouts zu Beginn der NHL-Saison 1994/95 kehrte er jedoch schon im folgenden Sommer zu seinem Stammklub in seine schwedische Heimat zurück, um die spielfreie Zeit der Tarifverhandlungen in Nordamerika zu überbrücken. Mit der Wiederaufnahme des Spielbetriebs war er jedoch wieder für die Franko-Kanadier aktiv. Er avancierte in der Folge zum Stammspieler und blieb bis zum Juni 1998 bei den Habs unter Vertrag.
Obwohl Montréal nur wenige Tage zuvor im Rahmen des NHL Expansion Draft 1998 Sébastien Bordeleau zu den neu in die Liga aufgenommenen Nashville Predators transferiert hatte, damit diese den schwedischen Verteidiger nicht auswählten, wurde er Ende Juni 1998 im Tausch für Sylvain Blouin und ein Sechstrunden-Wahlrecht im NHL Entry Draft 1999 an die New York Rangers abgegeben. Er verbrachte allerdings nur eine Spielzeit im „Big Apple“, da er im September 1999 abermals Teil eines Transfergeschäfts wurde und für Kevin Hatcher von den Pittsburgh Penguins eingetauscht wurde. Da sein Vertrag über das Ende der Saison 1999/2000 nicht verlängert wurde, fand er auch in Pittsburgh keine neue sportliche Heimat und wechselte erstmals in seiner Karriere als Free Agent den Verein. Im Juli 2000 unterschrieb er einen Einjahresvertrag bei den Boston Bruins, für die der 32-Jährige seine letzte Saison in der NHL absolvierte.
Zur Saison 2001/02 kehrte Popovic nach Schweden zurück und schloss sich dem Södertälje SK an. Während seiner vier Jahre beim Klub bestritt er annähernd 200 Begegnungen in der Elitserien. Zwischen 2002 und 2004 fungierte er als Mannschaftskapitän des Teams. Im Sommer 2005 kehrte der Verteidiger für seine letzte Profisaison zu seinem Stammklub zurück, der inzwischen unter dem Namen VIK Västerås HK firmierte und wieder in der zweitklassigen HockeyAllsvenskan spielte. Im Sommer 2006 beendete er im Alter von 38 Jahren seine Karriere als Aktiver.

#### International
Bereits im Spieljahr 1990/91 feierte Popovic sein Debüt im Trikot der schwedischen Nationalmannschaft. Sein erstes großes internationales Turnier bestritt er aber erst mit der Weltmeisterschaft 1993 in Deutschland, die die Schweden hinter dem späteren Weltmeister Russland auf dem zweiten Platz beendeten. Zum Gewinn der Silbermedaille trug der Verteidiger in acht Turniereinsätzen eine Torvorlage bei.
Durch den anschließenden Wechsel nach Nordamerika bot sich für Popovic erst wieder im Rahmen des World Cup of Hockey 1996 die Möglichkeit, in den Kreis der Nationalmannschaft zurückzukehren. Dabei kam er in drei der vier Turnierspiele zum Einsatz und erreichte mit dem Team den dritten Rang. Popovic blieb dabei punktlos. Seine letzten Spiele für die Tre Kronor bestritt er im Verlauf der Spielzeit 2001/02.

### Trainerkarriere

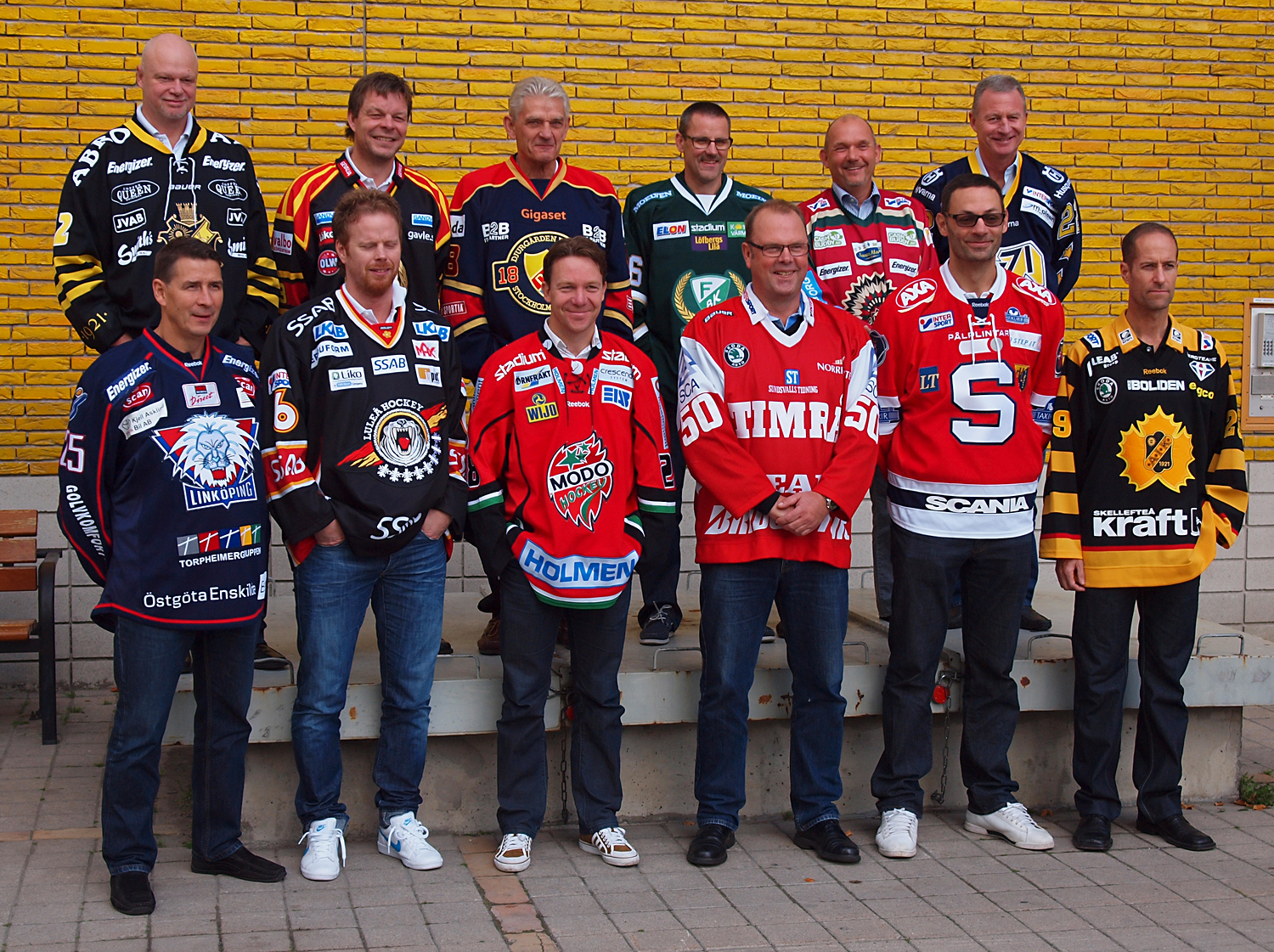
Popovic (vordere Reihe, 2. v. r.) mit den anderen elf Trainern der Elitserien (2011)

Nachdem Popovic im Anschluss an sein Karriereende eine zweijährige Pause eingelegt hatte, wurde er vor der Saison 2008/09 von seinem Stammklub VIK Västerås HK als Assistenztrainer verpflichtet. Im Verlauf der Spielzeit arbeitete er zunächst unter Cheftrainer Johan Tornberg, der aber nach wenigen Spielen durch Lars Ivarsson ersetzt wurde. Die Mannschaft belegte trotz des Trainerwechsels den dritten Rang in der Hauptrunde, schaffte in der Kvalserien aber nicht den Aufstieg in die Elitserien.
Zur folgenden Spielzeit verließ Popovic Västerås und erhielt einen Vertrag beim Södertälje SK, der sich in der Vorsaison erst in eben jener Kvalserien den Verbleib im schwedischen Eishockey-Oberhaus gesichert hatte. Mit Popovic als Cheftrainer konnte sich das Team in der Saison 2009/10 nur marginal verbessern, schaffte es in der Kvalserien aber erneut den Klassenerhalt zu schaffen. In seinem zweiten Jahr in Södertälje kam er mit der Mannschaft erneut nicht über den vorletzten Platz in der Hauptrunde hinaus. Bei der erneuten Teilnahme an der Relegationsrunde schaffte es das Team diesmal nicht unter die zwei punktbesten Mannschaften und musste somit den Abstieg in die Zweitklassigkeit hinnehmen. Popovic musste den Verein nach der sportlichen Enttäuschung verlassen.
Er blieb allerdings nicht lange ohne Arbeitgeber und wurde vor der Weltmeisterschaft 2011 vom Svenska Ishockeyförbundet verpflichtet. Dort fungierte er neben Rikard Grönborg und Roger Rönnberg als Assistenztrainer der schwedischen Nationalmannschaft unter Cheftrainer Pär Mårts. Am Turnierende stand der Gewinn der Silbermedaille. Auch in den folgenden Jahren blieb Popovic Assistent von Mårts und gewann bei der Weltmeisterschaft 2013 seinen ersten Weltmeistertitel. Weitere Medaillenerfolge in der Amtszeit von Pär Mårts waren der Gewinn der Silbermedaille bei den Olympischen Winterspielen 2014 im russischen Sotschi und die Bronzemedaille bei der Weltmeisterschaft im selben Jahr.
Auch nachdem Mårts im Jahr 2016 durch seinen langjährigen Assistenten Rikard Grönborg auf dem Posten des Nationaltrainers beerbt wurde, verblieb Popovic im schwedischen Eishockeyverband tätig. In den Jahren 2017 und 2018 errang er mit der Tre Kronor zwei weitere Weltmeistertitel.
2019 beendete er seine Tätigkeit beim schwedischen Verband und war anschließend zwei Jahre als Assistenztrainer beim Färjestad BK beschäftigt. Im April 2021 wurde er Co-Trainer von Rikard Grönborg bei den ZSC Lions. Dort wurde er im Dezember 2022 gemeinsam mit Grönborg entlassen.

## Erfolge und Auszeichnungen

### Als Spieler
- 1988 Aufstieg in die Elitserien mit Västerås IK
- 1993 Silbermedaille bei der Weltmeisterschaft
- 1996 Dritter Platz beim World Cup of Hockey

### Als Trainer
| - 2011 Silbermedaille bei der Weltmeisterschaft - 2013 Goldmedaille bei der Weltmeisterschaft - 2014 Silbermedaille bei den Olympischen Winterspielen | - 2014 Bronzemedaille bei der Weltmeisterschaft - 2017 Goldmedaille bei der Weltmeisterschaft - 2018 Goldmedaille bei der Weltmeisterschaft |

## Karrierestatistik

### International
Vertrat Schweden bei:
- Weltmeisterschaft 1993
- World Cup of Hockey 1996

(Legende zur Spielerstatistik: Sp oder GP = absolvierte Spiele; T oder G = erzielte Tore; V oder A = erzielte Assists; Pkt oder Pts = erzielte Scorerpunkte; SM oder PIM = erhaltene Strafminuten; +/− = Plus/Minus-Bilanz; PP = erzielte Überzahltore; SH = erzielte Unterzahltore; GW = erzielte Siegtore; 1 Play-downs/Relegation; Kursiv: Statistik nicht vollständig)